# تپه کود (کبود)
تپه کو (کبود) مربوط به دوران‌های تاریخی پس از اسلام است و در شهرستان هرسین، روستای مارانتو واقع شده و این اثر در تاریخ ۱۰ دی ۱۳۸۱ با شمارهٔ ثبت ۶۹۹۱ به‌عنوان یکی از آثار ملی ایران به ثبت رسیده است.